# Magnaporthaceae
Famille
Les Magnaporthaceae sont une famille de champignons. On les rencontre sur les racines de graminées. Ils peuvent constituer de redoutables parasites.

## Description
Il n'y a pas de stroma, les périthèces sont noirs et souvent munis d'un long col velu. Les asques sont renflées et présentent généralement un anneau apical. Les ascospores sont pluricellulaires et filiformes.

## Genres de la famille

### Principaux genres
- Magnaporthe
- Gaeumannomyces
- Nakataea

### Liste issues de différentes bases de données
Selon ITIS (21 juillet 2015) :
- genre Buergenerula Syd.

Selon NCBI (21 juillet 2015) :
- genre Bambusicularia
- genre Barretomyces
- genre Buergenerula
- genre Bussabanomyces
- genre Ceratosphaerella
- genre Ceratosphaeria
- genre Deightoniella
- genre Falciphora
- genre Gaeumannomyces
- genre Harpophora
- genre Kohlmeyeriopsis
- genre Macgarvieomyces
- genre Magnaporthe
- genre Magnaporthiopsis
- genre Muraeriata
- genre Mycoleptodiscus
- genre Nakataea
- genre Neogaeumannomyces
- genre Neopyricularia
- genre Omnidemptus
- genre Ophioceras
- genre Proxipyricularia
- genre Pseudohalonectria
- genre Pseudophialophora
- genre Pseudopyricularia
- genre Pyricularia
- genre Slopeiomyces
- genre Utrechtiana
- genre Xenopyricularia